# Vanuatu op de Olympische Zomerspelen 2016
Vanuatu nam deel aan de Olympische Zomerspelen 2016 in Rio de Janeiro, Brazilië. Vier atleten vertegenwoordigden het land, één minder dan vier jaar eerder; allen kwamen ze uit in een verschillende discipline. Tafeltennisser Yoshua Shing droeg de Vanuatuaanse vlag tijdens de openingsceremonie.

## Deelnemers en resultaten
(m) = mannen, (v) = vrouwen 

### Boksen
| Olympiër        | Discipline | Resultaat    | Prestatie                                       |
| --------------- | ---------- | ------------ | ----------------------------------------------- |
| Lionel Warawara | –56 kg (m) | eerste ronde | eerste ronde verloor van Vladimir Nikitin (0–3) |

### Judo
| Olympiër  | Discipline | Resultaat    | Prestatie                                  |
| --------- | ---------- | ------------ | ------------------------------------------ |
| Joe Mahit | –66 kg (m) | tweede ronde | tweede ronde verloor van Jayme Mata: ippon |

### Roeien
| Olympiër      | Discipline | Resultaat | Prestatie                                                                                            |
| ------------- | ---------- | --------- | --- |
| Luigi Teilemb | skiff (m)  | 30e       | series: 8:00.42 (6e) herkansing: 7:34.12 (3e) halve finale E/F: 8:19.15 (3e) E-finale: 8:24.67 (30e) |

### Tafeltennis
| Olympiër        | Discipline    | Resultaat | Prestatie                                 |
| --------------- | ------------- | --------- | ----------------------------------------- |
| Yoshua Shing VO | enkelspel (m) | voorronde | voorronde verloor van Marcos Madrid (0–4) |